# Young SS
Young SS（ヤング・エスエス）は、下北沢を中心に活動するロックバンドである。早稲田大学企画サークルUBC内にて結成。2001年秋よりYoung SSとして活動開始。愛称は「ヤンエス」。 幾度かのメンバーチェンジを経て、 2009年現在は6月リリース予定のアルバムに向けて活動中。

## メンバー
- 佐藤 健（サトウ タケシ、7月7日 - ）- ボーカル、ギター。栃木県宇都宮市出身。早稲田大学卒業。
- 志村 潤（シムラ ジュン、12月27日 - ）- ギター、ボーカル。山梨県甲府市出身。東京理科大学卒業。
- 井口 和義（イグチ カズヨシ、11月11日 - ）- ギター。東京都足立区出身。

## ディスコグラフィー

### デモテープ
1. 1st
  1. One Way
  2. mE
  3. 目の中の眼
  4. バスチアン
2. Tremolo Girl
  1. Tremolo Girl
  2. One Way
3. 空間
  1. 空間
  2. mE
  3. motion picture soundtrack
  4. バスチアン
  5. HERO
  6. HAON
4. ANNA
  1. ANNA
5. 青く淡い日
  1. 青く淡い日
  2. ANNA(T-Comped)
  3. GROUNDER
  4. ムラサキ

### ミニアルバム
1. 青く、淡い日（2005年12月）
  1. 青く淡い日
  2. Noy!!
  3. バスチアン
  4. Puzzle
  5. 空間
2. 新たな十年（2006年12月11日）
  1. 新たな十年
  2. 月を待て
  3. Reaction
  4. One O One
  5. ANNA
  6. Pluto
  7. Driver

### フルアルバム
1. Tessa（2009年6月15日）
  1. Tremolo Girl
  2. m.E.
  3. 虹
  4. Celluloid
  5. ココニイルナラ
  6. GROW
  7. GROWNDER
  8. ムラサキ
  9. アロン

### 限定デモCD
- Tremolo Girl/Celluloid（2008年1月19日）
  - 1.Tremolo Girl（新録）
  - 2.Celluloid

### DVD
- The Night ～A Tribute To Yutaka Ozaki

### その他
- オムニバス「Scrambled Agg vol.2」（2003年8月）
  - 1. Tremolo Girl
  - 2. 公園通り
- 尾崎豊トリビュート・アルバム「"GREEN" A TRIBUTE TO YUTAKA OZAKI」 2004年3月
  - 10. 失くした1/2

## バンド名の由来
Young SSは往年の名車スバル・360のグレードを示す名前から取られた。正確には「ヤングSS」とカタカナ表記。
富士重工業創設の頃、佐藤の祖父佐藤重雄は技術者としてその中にいた。若き日の佐藤の父、佐藤誠も1960年代後半には富士重工業に就業。
そんな祖父が2000年暮れに死去。祖父への敬意を示すと共に、親子3代をこっそりつなぐものにするためにバンド名とした。